# Zespół Zakładów Opieki Zdrowotnej w Ostrowie Wielkopolskim
Zespół Zakładów Opieki Zdrowotnej w Ostrowie Wielkopolskim – szpital z zespołem specjalistycznych poradni utworzony 23 kwietnia 1966 w Ostrowie Wielkopolskim, jedyna placówka szpitalna na terenie powiatu ostrowskiego. W szpitalu leczy się około 33 tysięcy pacjentów rocznie.  
Od 2010 przy szpitalu funkcjonuje działające 24 godziny na dobę lądowisko dla śmigłowców ratowniczych. 
W 2012 otwarto Pododdział Leczenia Oparzeń u Dzieci, działający jako jeden z trzech tego typu ośrodków w Polsce.

## Oddziały[1]
1. Rehabilitacyjny dla dzieci (ul. 3 Maja 35)
2. Internistyczny
3. Kardiologiczny
4. Chirurgii Ogólnej
5. Ortopedii i Traumatologii Narządów Ruchu
6. Chirurgii i Traumatologii Dziecięcej z Pododdziałem Leczenia Oparzeń u Dzieci
7. Pediatryczny
8. Neonatologiczny
9. Ginekologiczno-Położniczy
10. Laryngologiczny
11. Anestezjologii i Intensywnej Terapii
12. Psychiatryczny
13. Neurologiczny z Pododdziałem Urazowym
14. Geriatryczny (ul. 3 Maja 35)
15. Medycyny Paliatywnej (ul. 3 Maja 35)